# Acylhalogenidy

Obecný vzorec acylhalogenidů (X = F, Cl, Br, I)

Acylhalogenidy jsou halogenidy karboxylových kyselin. Patří mezi funkční deriváty karboxylových kyselin. Skupina OH karboxylové skupiny je nahrazena halogenem.

## Příprava
Acylhalogenidy se připravují reakcí karboxylových kyselin (popř. jejich sodných nebo draselných solí) s chloridem fosforitým (PCl3), fosforečným (PCl5) nebo s oxidem-trichloridem fosforečným (POCl3) za zahřívání.
3 CH3-COOH + PCl3 → 3 CH3-CO-Cl + H3PO3
3 HCOONa + POCl3 → 3 HCOCl + Na3PO4

## Reakce
Reakce acylhalogenidů jsou většinou v principu nukleofilní substituce za atom halogenu. Hydrolýzou za vzniká karboxylové kyseliny a halogenovodíku:
Reakce s alkoholy za vzniku esteru a halogenovodíku:
Reakce s amoniakem nebo primárním či sekundárním aminem za vzniku amidu karboxylové kyseliny a halogenovodíku:

## Názvosloví
- Systematický název: název acylu (systematický nebo latinský) + (di, tri, …) + název halogenu + „-id“
- Opisný název: např. „chlorid kyseliny mravenčí“

| Acylhalogenid    | Systematický název                    | Opisný název                        |
| ---------------- | ------------------------------------- | ----------------------------------- |
| CH3-COCl         | ethanoylchlorid/acetylchlorid         | chlorid kys. ethanové/octové        |
| CH3(CH2)5-COF    | heptanoylfluorid/enanthylfluorid      | fluorid kys. heptanové/enanthové    |
| ClOC-(CH2)2-COCl | butandioyldichlorid/sukcinyldichlorid | dichlorid kys. butandiové/jantarové |
| BrOC-CH2-COBr    | propandioyldibromid/malonyldibromid   | dibromid kys. propandiové/malonové  |